# Mette Bock

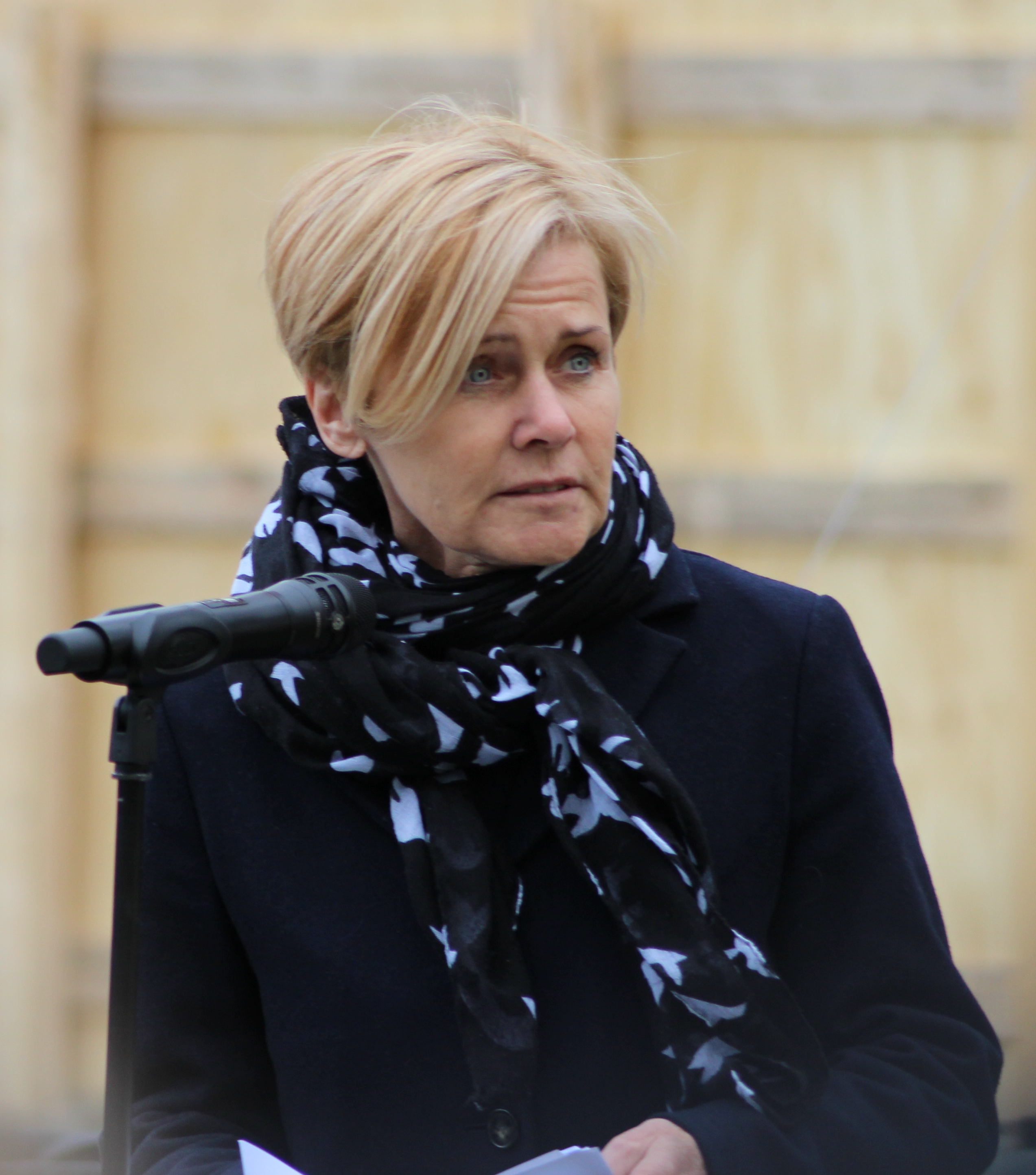
Mette Bock

Mette Bock (geb. Samuelsen, * 26. Juli 1957 in Gladsaxe) ist eine dänische Journalistin und Politikerin (LA). 2016 bis 2019 war sie Kultur- und Kirchenministerin im Kabinett Løkke Rasmussen.

## Familie
Sie ist die Tochter des ehemaligen Folketingabgeordneten Ole Samuelsen und der Inspektorin Anne Holm. Anders Samuelsen, ehemaliger dänischer Außenminister, ist ihr Bruder. Mette Bock ist verheiratet mit dem Dozenten Hans Jørn Bock, sie haben drei Kinder und fünf Enkel.

## Ausbildung und berufliche Tätigkeit
Mette Bock erhielt 1982 einen Bachelor in Philosophie von der Universität Odense, 1986 einen Master in Politikwissenschaft von der Universität Aarhus und 1989 einen Master in Philosophie von der Universität Odense.
Sie war von 1988 bis 1991 Beraterin für PLS Consult und das Dansk Management Forum. Von 1992 bis 1997 war die Direktorin der dänischen Multiple-Sklerose-Gesellschaft. 1998 wurde sie Journalistin bei Jyllands-Posten. Im Anschluss war sie von 1999 bis 2001 Programmleiterin und Chefberaterin bei SIMI und Lisberg Management. Von 2002 bis 2007 war Mette Bock Geschäftsführerin und Chefredakteurin der Regionalzeitung JydskeVestkysten. 2007 wurde sie Prorektorin der Universität Aarhus. Von 2008 bis 2009 war sie Programmdirektorin des Dänischen Rundfunks. Seit 2007 ist sie Kommentatorin für die Zeitungen Berlingske Tidende und MetroXpress.

## Politische Karriere
Mette Bock kandidierte 1994 erfolglos bei der Parlamentswahl für die Sozialistische Volkspartei, bei der Wahl 2001 trat sie für die Radikale Venstre an. Bei der Folketingswahl 2011 errang sie für die von ihrem Bruder Anders Samuelsen mitbegründete Liberale Allianz ein Mandat im Wahlkreis Südjütland, das sie bei der Parlamentswahl 2015 verteidigte. Von 2015 bis 2016 gehörte sie dem Parlamentspräsidium an. In der im November 2016 gebildeten Kabinett von Venstre, Liberaler Allianz und der Konservativen Volkspartei wurde Mette Bock Ministerin für Kirche und Kultur. Bei der Europawahl 2019 war sie Spitzenkandidatin ihrer Partei, die jedoch erneut den Einzug ins Europaparlament verpasste.
Sie zog sich danach aus der Politik zurück und nahm eine Pfarrstelle in der evangelisch-lutherischen Kirche in der kleinen Ortschaft Yding in der Horsens Kommune an.